# Danny Weinkauf
Danny Weinkauf est un musicien compositeur new-yorkais. Il est bassiste de They Might Be Giants depuis 1999, après avoir joué avec Mono Puff. Dans les années 90, il a aussi joué avec Lincoln, Fountains of Wayne, David Mead, Stephen Fretwell, CandyButchers, The Davenports et a composé des musiques pour des séries télévisées.

Dans les années 2000, il a produit deux albums: The Big Fear de Common Rotation et The Way We Found It de Syd.